# Kunkovács László
Kunkovács László (Endrőd, 1942. március 25. –) a Nemzet Művésze címmel kitüntetett, Kossuth- és Balogh Rudolf-díjas magyar fotóművész és etnofotográfus. A Magyar Művészeti Akadémia Film- és Fotóművészeti Tagozatának tagja (2010).

## Életpályája
Kovács Mátyás pedagógus és Uhrin Anna házasságából született módos paraszti származású családban, 1948 után szüleit kuláknak minősítették, a fiú számára csak a tanulás maradt, de származása miatt ez is nehézségekbe ütközött. A szegedi Juhász Gyula Tanárképző Főiskolán (ma SZTE Juhász Gyula Pedagógusképző Kar) 1963-ban tanítói diplomát szerzett, 1963-1965 között elvégezte a MÚOSZ Újságíró Iskolát. 1963-64-ben Csárdaszálláson tanított. Az újságíró iskola elvégzése után az MTI országjáró fotóriportereként (1964-1973) működött . 1973-76-ig a Képzőművészeti Főiskola fotóműhelyét vezette, 1976-80 közt üzemi lapot szerkesztett, illusztrációkat készített. 1980-84 közt szabad szellemi foglalkozású, 1984-1990-ig az MTI-nél rovatvezető, művészeti szerkesztő, 1990 óta újra „szabadúszó.”
A hagyományos építészeti-, mesterségbeli- és szociokultúra fáradhatatlan kutatója, sokáig dolgozik egy-egy témán, s ezután sorozatként állítja közönség elé régi korok vagy éppen a közeli múlt vizuális üzeneteit. Kiállításainak tematikája önmagáért beszél (a tematika után a kiállítás első időpontja):
- Élő agrártörténet (1981)
- Ősépítmények (1984)
- Hagyományos halászat (1985)
- Pásztoremberek (1989)
- Kunok Magyarországon (1993)
- Táltoserő (1993)
- A Mongol-Altaj kazakja (1995)
- Ótörök kőemberek (1997)
- A Hortobágy mellyéke (1997)
- Lhaszától Sigacéig (1998)
- Jakutföld (1999)
- Bolgár busójárás (1999)
- Puszták, tanyák, faluszélek (2000)
- Varázslatos Dél-Szibéria (2000)
- Kőre rótt őstörténet : belső-ázsiai és szibériai sziklarajzok (2011)

1983 óta kiállító művész hazánkban és külföldön, állandó kiállítása a sáregresi Halászati Múzeumban és még három helyen található. Írásai szaklapokban és önálló kötetekben jelennek meg.

## Egyéni kiállításai (válogatás)
- 1983 • Élő agrártörténet, Gödöllő • Tiszai Barangolások • Megyei Művelődési Központ, Szolnok
- 1984 • Ősépítmények, Móra Ferenc Múzeum, Szeged
- 1985 • Hagyományos halászat, Türr István Múzeum, Baja
- 1987 • Ősépítmények, Duna Galéria, Budapest • Hagyományos halászat, Móra Ferenc Múzeum, Szeged
- 1988-89 • Élő agrártörténet, Etnographisches M. Kittsee (Egyesült Királyság)
- 1989 • Élő agrártörténet, Kijev • Pásztoremberek, Budapesti Történeti Múzeum, Budapest
- 1990 • Pásztoremberek, Ulánbátor
- 1991 • Hagyományos halászat, Szófia
- 1992 • Hagyományos halászat, Bukarest • Pásztoremberek, Moszkva • Pásztoremberek, Izsevszk (Udmurtföld) • Lhaszától Sigacéig, Kubinyi Múzeum, Szécsény
- 1993 • Kunok Magyarországon, Alma-Ata • Táltoserő, Magyar Kultúra Háza
- 1995 • Hagyományos halászat, Balatoni Múzeum, Keszthely • A Mongol-Altaj kazakja, Néprajzi Múzeum, Budapest
- 1996 • A Mongol-Altaj kazakja, Karcag • Varázslatos Dél-Szibéria, Orosz Kultúra Háza
- 1997 • Ótörök kőemberek, Néprajzi Múzeum, Budapest • A Hortobágy mellyéke, Petőfi Irodalmi Múzeum, Budapest
- 1998 • Hagyományos halászat, Varsó • Ótörök kőemberek, OMVH • Táltoserő, Vigadó Galéria, Budapest • Lhaszától Sigacéig, Kovászna
- 1999 • Ótörök kőemberek, Szófia • Hagyományos halászat, Peking • Jakutföld, Orosz Kultúra Háza • Bolgár busójárás, Debrecen
- 2000 • Táltoserő, Damjanich János Múzeum, Szolnok • Varázslatos Dél-Szibéria, Tessedik Múzeum, Szarvas • Ősépítmények, Budapest Galéria, Budapest • Hagyományos halászat, Minszk • Ótörök kőemberek, Ankara • Puszták, tanyák, faluszélek, Tornyai János Múzeum, Hódmezővásárhely • Halászati Múzeum, Sáregres-Rétimajor (állandó kiállítás) • Halászat, Hannover.
- 2008 • Puszták, tanyák, faluszélek, Miskolci Galéria Városi Művészeti Múzeum
- 2011 • Kőre rótt őstörténet – Sziklavésetek Belső-Ázsiában, Karinthy Szalon, Budapest

## Tudományos publicisztikájából
- Tiszai halászok Vezsenytől Alpárig. Halászat, 84. évf. 1991/2. sz. 72-73. p.
- Kőre rótt őstörténet. Magyar Iparművészet, 1998/4 szám 74. p.
- Országképünk része a velünk élő agrártörténelem. A falu, 15. évf. 2000/2. sz. 73. p.
- Ősépítmények : népi építészetünk archaikus rétege. 2. kiad. Budapest : Kós Károly Alapítvány, 2001. 110, [6] p. : ill. (1. kiad. 2000)
- Kece, milling, marázsa : hagyományos halászat természetes vizeinken. Budapest : Balassi, cop. 2001. 100 p. : ill.
- Kőemberek : a sztyeppei népek ősi hagyatéka. (Erdélyi István bevezetőjével és kísérő tanulmányával.) Budapest : Masszi, 2002. 118, [16], [4] p. : ill., részben színes (Napút könyvek)
- Táltoserő : Shaman power : Šamanskaâ sila. Budapest : Masszi, 2006. 111 p. : ill. (urál-altaji népek ősvallása, táltos, sámánizmus).
- Teli tarisznyából. Budapest : Táncház Alapítvány, 2007. 31 p. : ill. (néprajz, fényképalbum, a "FolkMAGazin" című időszaki kiadvány 3. (2007. évi) különszáma).
- Maradjatok köztünk, vízenjárók! Halászati lapok. Magyar mezőgazdaság melléklete, 9. évf. 2008/12. sz. 5. p.
- Ősépítmények. Népi építészetünk archaikus rétege; 3. átdolg. kiad.; Könyvműhely, Bp., 2014

## Könyvei
- Ősépítmények. Népi építészetünk archaikus rétege. Budapest, Kós Károly Alapítvány, Örökség Könyvműhely, 1. kiadás 2000. ISBN 9630047659, 2. kiadás 2001. ISBN 9630066998, 3. átdolgozott kiadás, Budaörs, Könyvesműhely, 2014. ISBN 9789631204308
- Kece, milling, marázsa. Hagyományos halászat természetes vizeinken. Budapest, Balassi Kiadó, 2001.
- Kőemberek. A sztyeppei népek ősi hagyatéka. Budapest, Masszi Kiadó, 2002. ISBN 963-9454-09-5
- Táltoserő. Budapest, Masszi Kiadó, 2006. ISBN 9639454788
- Képet adok. Budaörs, Könyvesműhely, 2013. ISBN 9789630866811
- Pásztoremberek. Budapest, Cser Kiadó, 2013. 368. p. ISBN 9789632783369
- Világjelek. Budapest, Magyar Fotóművészek Szövetsége, 2016. ISBN 9786158004572
- Nánási vásárok, nánási pásztorok. Budapest, Püski Kiadó, 2018. ISBN 9786150013534
- Endrődi vásárfia. Lírai falurajz. Gyomaendrőd, Határ Győző Városi Könyvtár, 2019. ISBN 9786158097611
- Lójárgányos öntözőművek. Zöldségkertészetek Kecskemét és Nagykőrös határában; bev. Csoma Zsigmond; Könyvesműhely–Püski, Budaörs–Budapest, 2021

## Társasági tagság
- Magyar Újságírók Országos Szövetsége (MÚOSZ)
- Magyar Fotóművészek Szövetsége
- Magyar Alkotóművészek Országos Egyesülete (MAOE)
- Magyar Néprajzi Társaság

## Díjak, elismerések (válogatás)
- Magyar Művészetért díj (1989)
- Balogh Rudolf-díj (1996)
- Párhuzamos Kultúráért díj (2002)[1]
- A Magyar Érdemrend tisztikeresztje (2012)
- Magyar Örökség díj (2014)
- Kossuth-díj (2015)
- A Nemzet Művésze (2018)